# Hamilton (paroisse des Bermudes)
Pour les articles homonymes, voir Hamilton.
La paroisse de Hamilton est l'une des neuf paroisses des Bermudes, au Royaume-Uni.

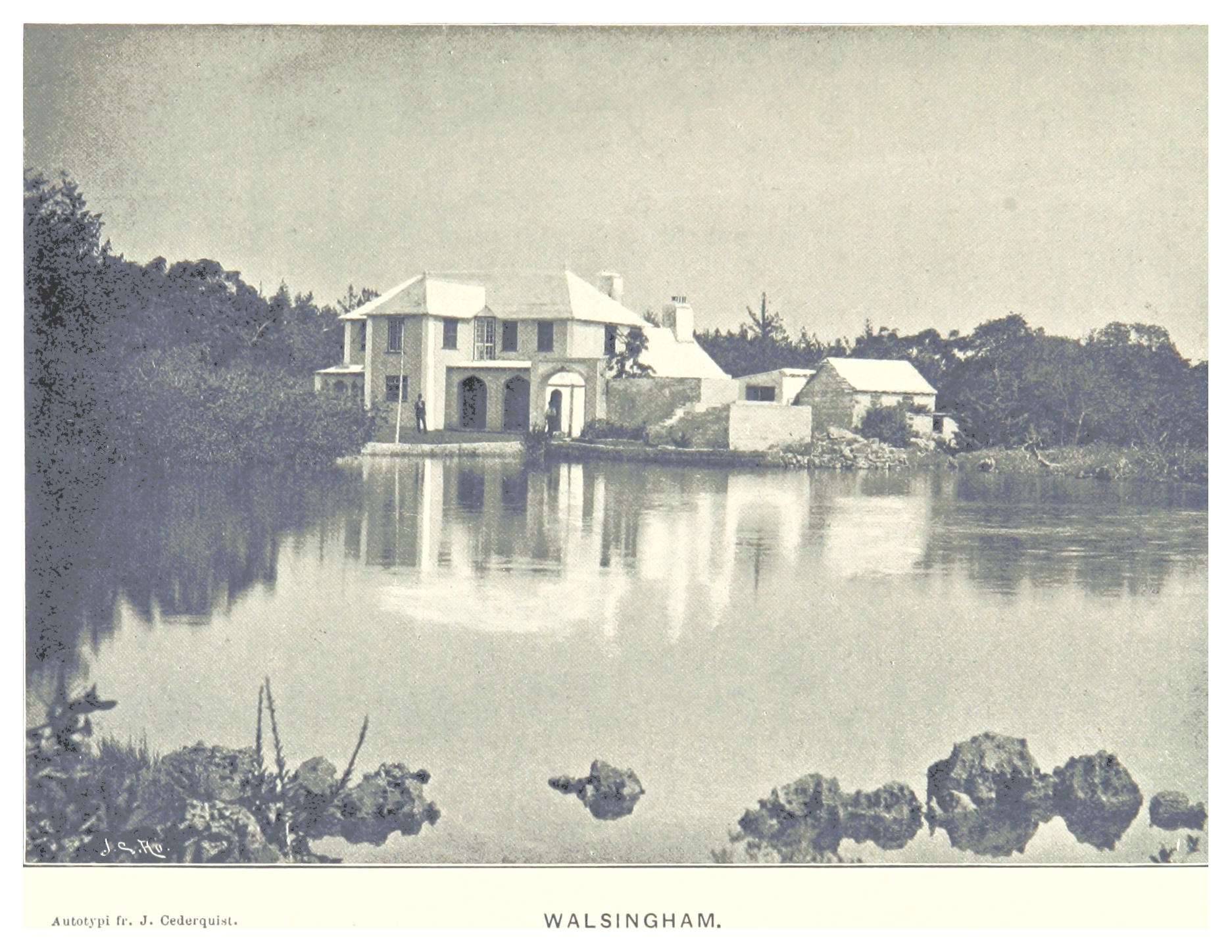
Walsingham, paroisse de Hamilton, 1895